# الخليل بن شاذان الخروصي
الإمام الخليل بن شاذان الخروصي هو الخليل بن شاذان بن الصلت بن مالك بن بلعرب اليحمدي الخروصي النزوي، عقدت له الإمامة سنة 407 هجرية، وهو الذي وفد إليه أبو إسحاق إبراهيم بن قيس الحضرمي ، طالبا منه النصرة على أهل اليمن وحضرموت، الذين قاموا ضده.

## عقد الإمامة لغيره
عقد العمانيون الإمامة لمحمد بن علي وبقي زمنا غير طويل ثم أطلق الأتراك سراح الخليل وعاد إلى البلاد فاتفقوا على أن إمامته لا تزال باقية فأعادوه.

## وفاته
توفاه الله في سنة 425 هجرية.